# Långtjärnen (Dalskogs socken, Dalsland)
Långtjärnen är en sjö i Melleruds kommun i Dalsland och ingår i Göta älvs huvudavrinningsområde. Södra Dammtjärnet ligger i Kabbo Natura 2000-område.